# Changeling: el ensueño
Changeling: el ensueño es un juego de rol parte del Mundo de Tinieblas, original de White Wolf. Los personajes son changelings, almas feéricas renacidas en cuerpos humanos, una práctica que comenzó a extenderse entre las hadas que permanecieron en La Tierra después de la Edad Media para protegerse de un mundo donde cada vez hay menos sueños y más banalidad.
Algunas de las tramas de juego giran en torno a:
- La llegada del "invierno" en el que las hadas podrían desaparecer para siempre de la Tierra junto a los humanos quedando la propia tierra desolada.
- Arcadia, su mundo natal del que ninguna tiene recuerdos claros, al que ya no pueden volver y en el que parece que está sucediendo algo misterioso y puede que horrible, quizás una misteriosa guerra o un gran pesar.
- Las diferentes facciones, las cortes luminosa, oscura y sombría y la reciente guerra entre nobles y plebeyos.

El Juego explora el equilibrio entre la imaginación y el pragmatismo, y la lucha del arte y la belleza contra el oscuro y misterioso  Mundo de Tinieblas "gótico-punk". Changeling bebe principalmente de la mitología celta, particularmente de las historias de los sidhe y los Tuatha Dé Danann, pero también utiliza otras mitologías y folklores de diversas culturas, incluidas la Mitología de los Nativos Americanos, la mitología griega, la mitología hindú y la mitología china.
Mundo de Tinieblas: La Hora del Juicio, fue publicado a principios de 2004, incluyó un capítulo del fin del mundo desde la perspectiva de Changeling, y fue el último material publicado del juego.
Edad Oscura: Hadas es un juego de rol complemento de Edad Oscura: Vampiro en el que se describe cómo era el mundo de las hadas en la Edad Media y que pese a ser el mismo mundo guarda fuertes diferencias con changeling: El Ensueño. Aún no queda claro cómo y por qué cambiaron tanto las hadas entre dicha época y la edad actual. 
En la actualidad White wolf ya no existe y los derechos de Changeling: El Ensueño pertenecen a la editorial Onyx Path que dados los recientes éxitos en los mecenazgos de otros juegos de rol de Mundo de Tinieblas como Vampiro: La Mascarada 20 aniversario u Hombre Lobo: EL Apocalipsis 20 aniversario están pensando en organizar un mecenazgo para conmemorar el 20 aniversario de Changeling: El Ensueño. Dado que al contrario de lo que ocurrió con otros juegos de Mundo de Tinieblas nunca existió edición revisada de Changeling hay muchas respuestas a los enigmas planteados en el juego que jamás han sido respondidas por lo que muchos fanes esperan con emoción que la edición 20 aniversario se haga realidad.

## Sistema de juego
Changeling: El Ensueño utiliza el sistema de juego original de White Wolf, el así llamado Sistema Narrativo.

## Traducciones en español
La primera edición del juego nunca ha sido traducida. La segunda edición de Changeling: El Ensueño fue traducida y publicada en español por la editorial madrileña La Factoría de Ideas en marzo de 1997.
Pese a que muchos de los libros que fueron publicados en la edición original en inglés eran a todo color en España todos han sido publicados en blanco y negro.
La edición 20º Aniversario se encuentra actualmente en fase de mecenazgo de la mano de Nosolorol Ediciones y Biblioteca Oscura.